# مارک آلمان
مارک آلمان، (به آلمانی: Deutsche Mark) (دویچه مارک) یکای پول آلمان غربی و پس از اتحاد دو آلمان در سال ۱۹۹۰ یکای پول آلمان متحد شد. این پول در سال ۱۹۴۸ یعنی با اشغال آلمان توسط متفقین به جای رایش مارک یکای پول رایش سوم رایج شد و در سال ۲۰۰۲ با آمدن یورو، جای خود را به یکای پول اروپایی داد. هر مارک از ۱۰۰ فنیگ آلمان تشکیل می‌شد.

## ارزش مارک پس از جنگ جهانی اول

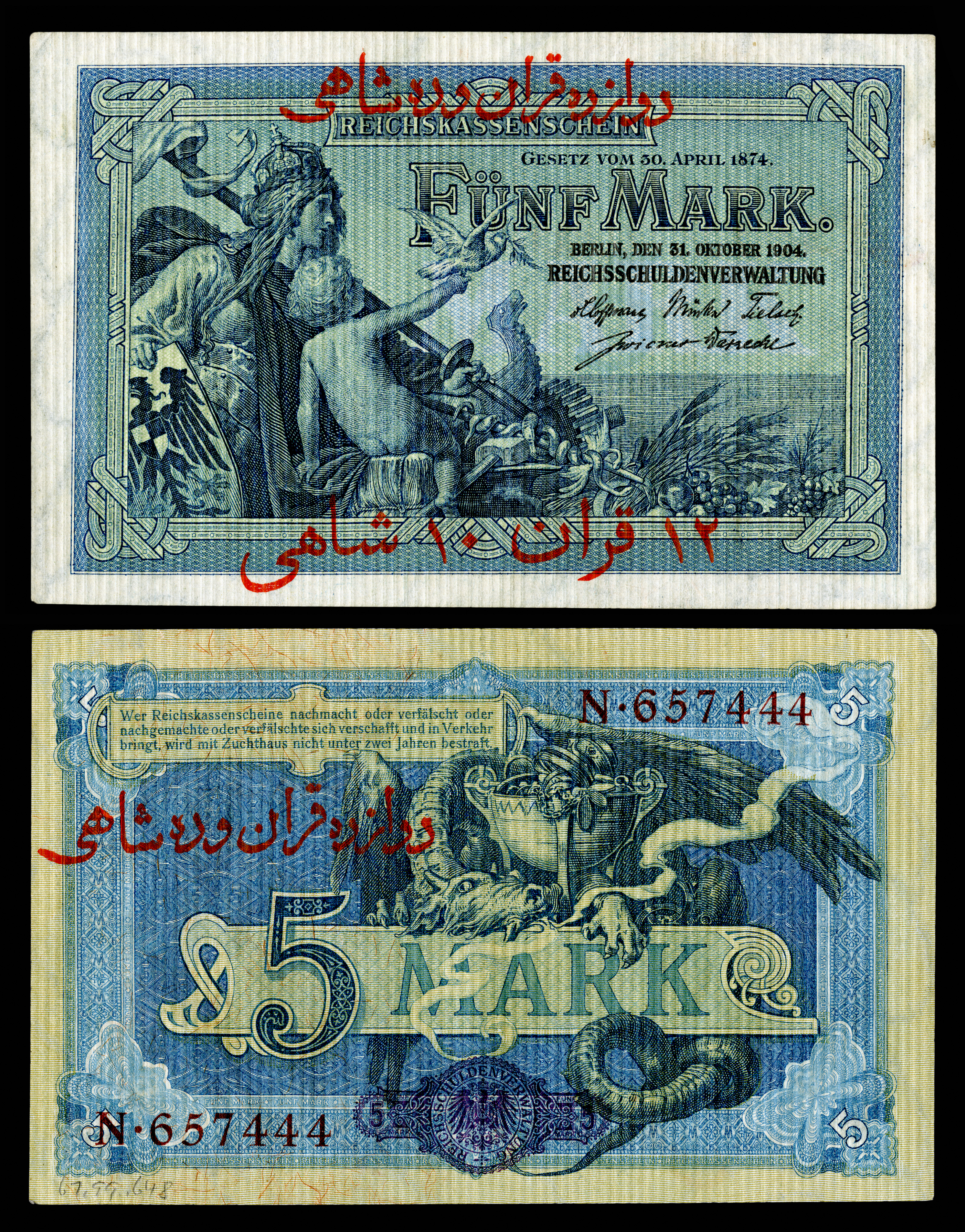
یک ۵ مارکی با مُهر برابری به ارزش ۱۲ قران و ۱۰ شاهی، چاپ شده توسط خزانه‌داری امپراتوری آلمان به سال ۱۹۱۶-۱۷ و در جریان اشغال ایران در جنگ جهانی اول که بنابر شرایط آن زمان در ایران رایج شده بود.

وضعیت اقتصادی آلمان پس از جنگ جهانی اول بسیار وخیم شد و نرخ تورم بسیار بالا رفت. در اوج تورم، بیش از ۳۰ کارخانه کاغذسازی و ۱۵۰ چاپخانه و دو هزار ماشین چاپ به طور شبانه روزی برای برآوردن نیاز به پول کار می‌کردند. نرخ تورم به قدری زیاد بود که مقدار پول در گردش از سرعت افزایش قیمت‌ها کمتر بود. اسکناس‌ هایی که به مقدار فراوان و با مبلغ اسمی ده‌ها هزار مارک چاپ شده بود، قبل از اینکه از چاپخانه خارج شود، مجدداً زیر ماشین چاپ می‌رفت و مبلغ اسمی آن به ارقام میلیونی تبدیل می‌شد. کارگران دستمزدهای خود را با کیسه‌های خرید و حتی گاه با چرخ دستی پر از پول و آن هم روزی دو بار دریافت می‌کردند، دستمزد صبح فقط صرف ناهار ظهر می‌شد، زیرا بیم آن می‌رفت نرخ ارز که بعدازظهر اعلام می‌شد، تغییر کند و قیمت‌ها باز هم افزایش یابد. هنگامی که بهای زغال‌سنگ به میزان سرسام آوری افزایش یافت، برخی از مردم دستمزدهای بعدازظهر را به جای زغال‌سنگ در اجاق آشپزخانه می‌سوزاندند. سرانجام کار به جایی رسید که با یک دلار آمریکا می‌شد ۹۹ تریلیون و ۹۰۰ میلیارد مارک آلمان خریداری کرد.